# サン・ロレンツォ・イン・カンポ
サン・ロレンツォ・イン・カンポ（伊: San Lorenzo in Campo）は、イタリア共和国マルケ州ペーザロ・エ・ウルビーノ県にある、人口約3,200人の基礎自治体（コムーネ）。

## 地理

### 位置・広がり
ペーザロ・エ・ウルビーノ県のコムーネ。ウルビーノから東南東へ28km、ペーザロから南へ35kmの距離にある。

#### 隣接コムーネ
隣接するコムーネは以下の通り。括弧内のANはアンコーナ県所属を示す。
- アルチェーヴィア (AN)
- カステッレオーネ・ディ・スアーザ (AN)
- コリナルド (AN)
- フラッテ・ローザ
- モンダーヴィオ
- ペルゴラ

### 気候分類・地震分類
サン・ロレンツォ・イン・カンポにおけるイタリアの気候分類 (it) および度日は、zona E, 2241 GGである。
また、イタリアの地震リスク階級 (it) では、zona 2 (sismicità media) に分類される。

## 行政

### 分離集落
サン・ロレンツォ・イン・カンポには、以下の分離集落（フラツィオーネ）がある。
- Montalfoglio, San Vito sul Cesano, San Severo, Miralbello